# Eumenes belli
Eumenes belli är en stekelart som beskrevs av Giordani Soika 1973. Eumenes belli ingår i släktet krukmakargetingar, och familjen Eumenidae. Inga underarter finns listade i Catalogue of Life.